# Јужни Судан
Јужни Судан, или званично Република Јужни Судан (енгл. Republic of South Sudan), је континентална држава источне Африке. Граничи се са Суданом, Етиопијом, Угандом, ДР Конгом, Кенијом и Централноафричком Републиком. Површина државе износи око 620.000 км², на којој живи 12.340.000 становника, по вери претежно хришћана и анимиста. Најбројније етничке групе у Јужном Судану су Динка, Нуер и Азанде. Главни и највећи град је Џуба, који се налази на југу државе. Јужни Судан је, пре стицања независности, у два наврата постојао као аутономни регион у саставу Судана. Последњих педесетак година пре проглашења независности Јужног Судана, ови простори су били захваћени грађанским ратом, који је однео око три милиона живота. Јужни Судан је једна од најмлађих независних држава, а самосталност је званично стекао 9. јула 2011. године, након успешног референдума о независности одржаног у јануару 2011. Јужни Судан је постао 193. чланица Уједињених нација 14. јула 2011. године. Одлуком у Адис Абеби, од 27. јула 2011. године примљен је у Афричку унију као 54. чланица. Јужни Судан је једна од најсиромашнијих држава света и има једну од најгорих хуманитарних ситуација.

## Име
Званичан назив државе је Република Јужни Судан, а проистекао је из назива некадашњег аутономног региона Јужни Судан, под којим је ова територија постала општепозната. Пре проглашења независности било је неколико предлога за промену имена, као на пример: Азанија, Република Нил, Република Куш (према античком краљевству) и Џувама (према почетним словима три највећа града — Џуба, Вав, Малакал).

## Географија
Јужни Судан је као део некадашњег Судана био у северној Африци, али је отцепљењем природно постао део источне Африке којој гравитира. Главни разлог томе су и физичко-географске одлике, на првом месту субекваторијална клима, у којој се смењују кишни и сушни период, затим велики предели под водом и мочварама (Суд) и бујне тропске шуме на крајњем југу. За Јужни Судан се може рећи да је смештен на реци Бели Нил, која је најдужа и најзначајнија река ових предела.

### Положај
Државе са којима се Јужни Судан граничи су: Судан (члан Арапске лиге), Етиопија, Кенија, Уганда, Демократска Република Конго и Централноафричка Република. Површина државе износи 619.745,304981.
Јужни Судан се налази у источној Африци између Судана на северу, Етиопије на истоку, Кеније, Уганде и ДР Конга на југу и Централноафричке Републике на западу. Смештен је на прелазу између регије Судан у екваторску Африку. У физичко-географском смислу Јужни Судан је централноафричка, екваторијална земља у долини Белог Нила. Простире се између 10° и 4° сгш и 25° и 35° игд.

### Геологија и рељеф
Геолошка подлога ових предела је од кристаластих шкриљаца, који су на југу прекривени вулканским изливима лаве, док на северу доминира мезозојски пешчар. Главна рељефна одлика Јужног Судана је басен и долина реке Бели Нил. На ободима доминирају Бонго, Азандски праг, Планине Иматонг, Централноафрички праг и Етиопска висораван. Највиши врх Јужног Судана је Кињети, који се налази у близини границе са Угандом и има висину од 3.187 метара.

### Клима
Клима Јужног Судана је субекваторијална-саванска. На крајњем југу и југозападу је утицај екватора изразитији, па се падавине крећу у просеку између 1.000—2.000 милиметара годишње, док остатак државе прима 500—1.000 мм талога. Средња јануарска температура је око 26 °C, а средња јулска 20—24 °C на југоистоку, а у остатку државе до 28 °C. Кишни период траје од априла до септембра.

### Воде
Основицу хидрографске мреже чини река Бели Нил. Он прима велики број притока од којих су најзначајније Бахр ел Газал са леве и Собат са десне стране. Бахр ел Газал је дуг 716 km и прима неколико токова међу којима се истичу Џур, Гел и Бахр ел Араб. Улива се у Бели Нил код језера Но, недалеко од града Бентију. Собат се улива у Нил близу града Малакалa. Током кишне сезоне у сливу Белог Нила формира се највећа мочварна област на свету, позната под именом Суд. Њена површина у периоду април-новембар достиже 130.000 км², те је практично једна петина Јужног Судана поплављена.

### Флора и фауна
Вегетација Јужног Судана је разнолика. На северу и северозападу доминира нискотравна савана, која се наставља на високотравне пределе са галеријским шумама. За средиште земље у области Суд карактеристични су барска и мочварна вегетација. Крајњи југ Јужног Судана одликује се тропским кишним шумама. Доминантне врсте су акација, тврдолисно жбуње и разне врсте трава.
Фауна Јужног Судана је типично саванска. Истичу се слонови, жирафе, буфали, лавови, неколико врста антилопа (око 1,3 милиона јединки), дивље свиње и др. На југу има шимпанзи и других планинских мајмуна. Због изузетних природних одлика издвојено је и законом заштићено неколико области — мочвара Суд са долином Белог Нила, национални парк Бома и национални парк Бандингило.

## Историја
Током историје просторима данашњег Јужног Судана владале бројне државе и народи. Између 1000. п. н. е., па све до 350. године нове ере овим пределима доминирало је Краљевство Куш (Доња Нубија). Након распада краљевства територију су населили централно-суданска племена. Њих су потиснули народи попут Динка, Нуера, Шилука и др. Ове заједнице контролисале су просторе јужног Судана све до египатске и турске најезде у XIX веку. На почетку XX века северни и јужни Судан окупирала је Велика Британија и створила Англо-египатски Судан. Он је постојао све до 1956. и независности Судана. Већ 1955. почео је грађански рат чији је епилог био формирање аутономног региона на југу Судана, а затим и отцепљење 2011. године.

### Рана историја
Око 1500. године територија данашњег Јужног Судана била је под контролом говорника централносуданских језика. Ипак, највећи утицај оставили су Динке, Шилук и Луо. Они су дошли из мочварних предела Суда, а на основу археолошких истраживања утврђено је да су ови простори били насељени сточарима још око 3000. п. н. е. Нилотска експанзија повезана је са пропашћу Нубије и најездом Арапа.
Шилуци су доживели процват током 16. века нарочито за време вође Њиканга. Населили су просторе око леве и десне обале Белог Нила северно од данашњег града Малакала. Засновали су заједницу која се бавила сточарством, риболовом и гајењем житарица. Шилуци су били у честом сукобу са суседним Султанатом Фунџ. Током 17. века Шилуке је предводио краљ Одак Около. У том периоду они су ратовали на неколико фронтова и склапали бројне савезе. За време владавине краља Рета Тугоа Шилуци су установили централизовану државу са главним градом Фашодом (данашњи Кодок). Били су вешти у контроли речних токова и трговинских рута.
Азанде су дошли у Јужни Судан у 16. веку населивши тропске пределе око Маридија и Јамбјоа. Основали су једну од највећих држава тог доба у региону. Природна изолованост онемогућила је утицај исламских султаната са севера. Слично је било и са Динкама у мочварним пределима, док су народи на крајњем северу били под честим утицајем ислама.

### Колонијални период
Пре европске колонизације Африке на подручју данашњег Јужног Судана нису постојале државе. Регион су насељавале мање или веће етничке заједнице које су међусобно коегзистирале. Прву страну инвазију на ово подручје извршиле су 1820.-21 године турске трупе египатског паше Мохамеда Алија. Током честих упада, Турци / Египћани су бројно становништво са ових простора одвели у ропство. Иако је турско-египатска владавина овим просторима трајала преко 60 година, она није успела да потчини све становнике Јужног Судана, што није успело ни каснијем махдистичком режиму. Ови режими су, међутим, пљачкали богатства региона. Подручје Јужног Судана било је маргинализовано још током колонијалног периода, а после стицања независности власт у Судану преузима елита са севера. С обзиром да су остали без политичке и економске моћи, становници Јужног Судана подижу 1955. године побуну која прераста у 17 година дуг грађански рат.

### Грађански рат и борба за независност
Први грађански рат између Владе Судана и Народног покрета за ослобођење Судана вођен је између 1955. и 1972. године и окончан је Споразумом у Адис Абеби. Тиме је Јужни Судан добио известан степен аутономије, али су ова аутономна права кршена од стране власти у Картуму. Због тешког положаја становништва јужног дела земље, избијају нове побуне 1962. и 1972. године, а потом и нови грађански рат (1983—2005), који се завршава мировним договором према којем је Јужни Судан добио самоуправу и право да на референдуму 2011. године одлучи да ли жели пуну независност. У међусобним сукобима зараћених страна током 50 година страдало је око 3 милиона људи.
Референдум о независности спроведен је између 9. и 15. јануара 2011. године са циљем да се донесе одлука о даљој судбини аутономног региона Јужни Судан. Коначни резултати објављени су 7. фебруара и према њима 98,83% гласача определило се за отцепљење. Независност је званично проглашена 9. јула 2011. године. Резолуција Савета безбедности ОУН 1999 Јужни Судан је 13. јула 2011. године постао пуноправни и 193. члан Организације уједињених нација.

### Унутардржавни и гранични сукоби
Током маја и јуна 2011. године, месец дана пре проглашења независности, у региону Абјеј, на граници северног и Јужног Судана дошло је до оружаног сукоба, чији епилог је био око стотинак погинулих. Разлог сукоба био је то што у спорном региону који се налази у вилајету Јужни Кордофан (Судан) живи становништво које подржава Јужни Судан и жели да се прикључи његовим оквирима. Регион је демилитаризован, а УН су распоредиле своје мировне снаге.
У августу месецу 2011. године у вилајету Џонглеј, дошло је до локалног сукоба између јужносуданских племена Нуер и Мурле. Повод је била крађа стоке, а у овим немирима настрадало је око 200-600 људи. Сукоб је и даље у току.
У циљу одржања реда и мира Уједињене нације одлуком Савета безбедности послале су мировну мисију сачињену од 7.000 војника са циљем да одржава ред и мир у новој држави на истоку Африке. УНМИСС има почетни мандат у трајању од годину дана.

## Становништво

### Бројност и размештај
Према проценама мисије Уједињених нација у Судану, Јужни Судан насељава између 7,5 и 9,7 милиона људи. На основу званичног пописа на територији Судана који је спроведен 2008. године, комисија је дошла до бројке од 8.260.490 становника у Јужном Судану, док су власти Јужног Судана наредне године дошле до бројке од 11-13 милиона.
Најгушће је насељен вилајет Централна Екваторија, у којем се налази и главни град Џуба и где живи преко 2,5 милиона људи или прецизније 109 становника по км². Са друге стране, најређе су насељени вилајети Источна Екваторија са 2,7 ст./км² и Западни Бахр ел Газал са 3,5 ст./км².

### Градови
Главни град Џуба је највећи град Јужног Судана са 372.410 становника, према проценама из 2011. године. Следе га Jej (185.000), затим Малакал (165.637), Вау (151.320) и Румбек (100.000).
| Град    | Локални назив(и) | Вилајет               | Број становника |
| ------- | ---------------- | --------------------- | --------------- |
| Џуба    | ,                | Централна Екваторија  | 372.410         |
| Јеј     |                  | Централна Екваторија  | 185.000         |
| Малакал | ,                | Горњи Нил             | 165.637         |
| Вау     | ,                | Западни Бахр ел Газал | 151.320         |
| Румбек  | ,                | Ел Бухајрат           | 100.000         |

### Народи
У Јужном Судану живи већи број народа, тачније око 200 етничких група, углавном нилско-сахарског (нилотског) порекла. Поред нилотских народа, заступљене су и етничке групе нилско-хамитског и нигер-кордофанског порекла. Најбројнији народ Јужног Судана су Динке (нилско-сахарски народ), којих има између 2,5 и 3 милиона, што чини трећину укупног броја становника. Друга по важности етничка група Јужног Судана је народ Нуер (такође нилско-сахарски народ), чијих припадника има око 2 милиона и који је некада сматран традиционалним непријатељем народа Динка. По бројности их следе Азанде (народ нигер-кордофанског порекла), који станују на југозападу земље, у вилајету Западна Екваторија и којих има око један милион. Значајан удео у становништву Јужног Судана чине и (нилско-сахарске) етничке групе Шилук на североистоку земље (500.000).

### Језици
Званични језик Јужног Судана је енглески. Пре проглашења независности, у званичној употреби био је и арапски. У употреби је и велики број регионалних језика међу којима доминирају динка, (око 2-3 милиона), следи га нуерски језик са приближно милион говорника, занде такође око милион, затим бари и шилук са по 420, односно 200 хиљада.

### Религија
До доласка хришћанских мисионара подручје данашњег Јужног Судана насељавала су племена коју су практиковала анимизам и спиритуализам. Хришћанство је у Судан (јужни и северни) дошло у VI веку преко античке Нубије. Најездом Арапа у VII веку започета је присилна исламизација, нарочито на северу, али све до XV века хришћанске заједнице су пружале снажан отпор. Јужни део Судана био је географски изолован од севера захваљујући великим пространствима под мочварама и сезонским сменама кишног и сушног периода. То је био главни разлог што се хришћанство одржало на југу. Током XIX века за време британског протектората, хришћански мисионари су поново успоставили верске заједнице на северу и учврстили оне на југу у данашњем Јужном Судану
На основу неких извора у Јужном Судану су најзаступљенија традиционална афричка веровања (анимизам, спиритуализам, тотемизам), са израженом хришћанском мањином. Међутим, према наводима из 2011. године, чак четири милиона становника Јужног Судана, тј. приближно половина од укупног броја практикује хришћанство и припада англиканској цркви Судана. Упркос томе, велики број народа Јужног Судана задржао је своја традиционална веровања и обичаје.

## Политика
Јужни Судан је према државном уређењу савезна република на чијем челу је председник Салва Кир Мајардит од 2005. године. Законодавну власт представља Парламент Јужног Судана, који се састоји од 170 посланика, а седиште му је у главном граду Џуби. Тренутно владајућа партија је Народни покрет за ослобођење Судана са 70% посланика у скупштини, тј. укупно 112 посланика. Извршна власт је поверена Влади Јужног Судана, коју чине председник, потпредседник и 31 министар. Безбедност, одбрана граница и суверенитета државе поверени су војним снагама Јужног Судана, које су званично основане 9. јула 2005. године на основу Свеобухватног мировног споразума, који су потписале владе јужног и северног Судана. Званичан назив је Народна армија за ослобођење Судана (НАОС).
Република Јужни Судан је чланица две међународне организације — Уједињених нација и Афричке уније.

### Административна подела
Традиционално, Јужни Судан је подељен у три историјске регије Бахр ел Газал, Горњи Нил и Екваторија.

#### Административна подела 2011—2015
Од 2011 до 2015 Јужни Судан је био подељен на 10 држава. Најнижа административна јединица је округ којих има 86 укупно. Главни град је Џуба.
| Држава                | Главни град | Површина () | Број становника | Гувернер             | Почетак мандата     |
| --------------------- | ----------- | ----------- | --------------- | -------------------- | ------------------- |
| Западни Бахр ел Газал | Вав         | 93.900      | 350.000         | Ризик Закарија Хасан | 18. мај 2010.       |
| Северни Бахр ел Газал | Авејл       | 33.558      | 826.646         | Пол Малонг Аван      | 27. март 2008.      |
| Вараб                 | Квајок      | 31.027      | 638.002         | Њанденг Малек Делич  | 25. мај 2010.       |
| Ел Бухајрат           | Румбек      | 40.235      | 567.329         | Чол Тонг Мајај Јанг  | 28. мај 2010.       |
| Западна Екваторија    | Јамбјо      | 79.319      | 1.731.341       | Џозеф Бакосоро       | 26. мај 2010.       |
| Централна Екваторија  | Џуба        | 22.956      | 2.500.626       | Клемент Вани Конга   | 18. јул 2005.       |
| Источна Екваторија    | Торит       | 82.542      | 225.872         | Луис Лобонг          | 20. мај 2010.       |
| Џонглеј               | Бор         | 122.479     | 1.189.330       | Куол Мањанг Џук      | децембар 2007.      |
| Ел Вахда              | Бентију     | 35.956      | 144.439         | Табан Денг Гај       | 30. септембар 2005. |
| Горњи Нил             | Малакал     | 77.773      | 1.212.979       | Симон Кунг Пуоч      | 25. мај 2010.       |

#### Административна подела од 2015—2017 и од 2017
Од 2015. Јужни Судан је био подељен на 28 држава, све до јануара 2017.
Неколико нових држава је створено 14. јануара 2017. чиме је укупан број држава повећан са 28 на 32. Од Источног Биеха (од 2017. Биех) одвојена је држава Акобо, Источни Нил је подељен на Централни Горњи Нил и Северни Горњи Нил, од државе Латјор издвојена је држава Мајвут, а од Будуе одвојена је Томбора.
Бахр ел Газал
1. Авејл
2. Авејл Исток
3. Источна Језера
4. Гогријал
5. Гок
6. Лол
7. Тонџ
8. Твик
9. Вау
10. Западна Језера

Екваторија
1. Амади
2. Будуе
3. Иматонг
4. Џубек
5. Мариди
6. Капоета (раније Наморуњанг)
7. Томбора (од 2017)
8. Терекека
9. Јеј Ривер

Горњи Нил
1. Бома
2. Централни Горњи Нил (од 2017. након поделе државе Источни Нил)
3. Акобо (од 2017)
4. Северни Горњи Нил (од 2017. након поделе државе Источни Нил)
5. Џонглеј
6. Латјор
7. Мајвут (од 2017)
8. Северни Лиех
9. Рувенг
10. Јужни Лиех
11. Биех (раније Источни Биех)
12. Фангак (раније Западни Биех)
13. Фашода (раније Западни Нил)

Област Абјеј на граници Јужног Судана и Судана тренутно има посебан административни статус унутар Судана и под управом је Администрације Области Абјеј. Било је предвиђено да 2011. одржи референдум о отцепљењу од Судана и прикључењу Јужном Судану, међутим то се још увек није догодило.

## Привреда
Привреда Јужног Судана заснована је на принципу слободног тржишта. Према званичном сајту владе Јужнога Судана то је једна од најбрже растућих привреда на свету, тренутно. Тачније, налази се на 17. месту по расту упркос актуелно нестабилном економском тренду. Главни производи Јужног Судана су нафта, гас, агруми и дрвна грађа. Упркос овим показатељима, становништво Јужног Судана је већином изузетно сиромашно, што је директна последица дугог грађанског рата. Званична валута у земљи је јужносуданска фунта.

### Природни ресурси
Најзначајнији потенцијални обновљиви ресурс према сајту јужносуданске владе представљају воде реке Бели Нил са притокама Бахр ел Газалом, Собатом и другим. Најбитнија минерална налазишта, чији потенцијали се не користе, размештена су по ободу државе у побрђима (злато, сребро, хром, азбест, манган, гипс, гвожђе, цинк). Свакако најперспективнији природни ресурси Јужног Судана су нафта и гас, чија лежишта су концентрисана у северном делу земље у долинама Белог Нила и Бахр ел Газала. Приход од црног злата за Јужни Судан, чак 98% укупног буџета. Нафта се транспортује преко Судана до Црвенога мора, па се приходи од нафте деле пола-пола.

### Примарни сектор
Пољопривреда је развијена у долинама. Најзначајнија култура Суда је папирус, а највише се гаје сирак, кукуруз, просо, кикирики, слатки кромпир и др. Најзначајније врсте воћа карактеристичне за Јужни Судан су: манго, папаја и банана. Сточарство се базира на гајењу коза, оваца и говеда. Шумарство је развијено на крајњем југу Јужног Судана у зони тропских шума где се експлоатише квалитетно тиково дрво.

### Индустрија и трговина
Главне гране су енергетика и нафтна индустрија. Следе их дрвна индустрија на југу земље у зони кишних шума, затим прехрамбена за производњу и прераду воћа и поврћа и грађевинска на бази минералних сировина. Важну улогу заузима и рударство захваљујући богатим лежиштима.
Основу трговинске делатности Јужног Судана представља производња и извоз нафте и гаса. Око 98% јавних прихода који износе 1,3 милијарде долара, долазе од „црног злата“. Главни трговински партнери Јужног Судана су Египат, неке земље Европе и државе Блиског истока. На страно тржиште извозе се и злато, сребро и дијаманти. У пољопривредној размени највише учествују месо, вуна и памук.

### Саобраћај
Инфраструктура Јужног Судана је значајно запостављена и деломично уништена током вишегодишњи разарања током грађанског рата. Сви најважнији градови повезани су путевима. Главни град Џуба повезан је регионалним путем А-34 са Авејлом, Румбеком, Вавом, и даље на југоистоку са Кенијом и Угандом. Ка западу се наставља магистрала до града Јамбјо и даље у ДР Конго. На север од Џубе пролази пут преко Бора, па све до Малакала на североистоку земље. Ваздушни међународни транспорт врши се преко интернационалног аеродрома у Џуби, а једним делом и преко ваздушне луке у Малакалу. Осим поменутих у Јужном Судану постоји још 20-ак мањих аеродрома који се користе за локални саобраћај. Главни превозници су Садерн Судан ерлајнс и Фидер ерлајнс.

### Перспективе туризма
Саванска пространства средишњег и северног дела земље насељена су великим бројем газела, слонова, жирафа, зебри и других врста што ће омогућити развој фото-сафарија. На југу су богате тропске шуме где живе шимпанзе и друге врсте мајмуна. Још за време некадашњег Судана, због својих изузетних одлика законом су заштићене велике површине попут мочваре Суд, националних паркова Бома и Бандигило и резервата Зераф. Све наведено представља основицу потенцијалног туристичког развоја Јужног Судана.
| Назив парка                | Оснивање | Површина () |
| -------------------------- | -------- | ----------- |
| Национални парк Бандингило | 1992.    | 945         |
| Национални парк Бома       | 1986.    | 22.800      |
| Јужни национални парк      | 1939.    | 23.000      |
| Национални парк Лантонто   | 1954.    | 760         |
| Национални парк Нимуле     | 1954.    | 410         |
| Национални парк Шамбе      | 1985.    | 620         |

## Образовање и спорт
У Јужном Судану постоје три универзитета са укупно 20-ак факултета. Највећи и најстарији је Универзитет у Џуби, основан 1977, а осим њега постоје још и Бахр ел Газал и Горњи Нил са седиштима у Ваву и Малакалу. Традиционални спорт у Јужном Судању је рвање, а популарни су и фудбал и кошарка. У америчком клубу Мајами Хит наступа јужносудански кошаркаш Луол Денг, рођен у Ваву.
У априлу 2011. године оформљен је Фудбалски савез Јужног Судана, а месец дана касније и Фудбалска репрезентација Јужног Судана. За селектора је изабран Самјуел Лолако.

## Галерија
- Народи Јужног Судана
- Религија Јужног Судана
- Језици Јужног Судана
- Хидрографија Јужног Судана
- Рељеф Јужног Судана
- Инфраструктура Јужног Судана
- Подела Јужног Судана
- Геологија Јужног Судана
- Богатства Јужног Судана